# Mormo striata
Mormo striata là một loài bướm đêm trong họ Noctuidae.